# ウナギ口部乳頭腫症
ウナギ口部乳頭腫症（ウナギこうぶにゅうとうしゅしょう、英:papillomatosis of eel, cauliflower disease）とは野生のヨーロッパウナギに認められるウイルスが原因と考えられる疾病。口部や頭部にカリフラワー状の良性の上皮性腫瘍が認められる。腫瘍のほとんどは乳頭腫である。